# Убийство герцога Гиза (фильм, 1908)
«Убийство герцога Гиза» (фр. L'Assassinat du duc de Guise) — первый фильм киностудии «Фильм д’ар» с участием премьеров труппы «Комеди Франсез». Музыку к фильму (для струнных, фортепиано и фисгармонии) написал Камиль Сен-Санс, став одним из первых композиторов, работавших в кино.

## Сюжет
Герцог де Гиз тайно посещает маркизу де Нуармутье. Король Генрих III, узнав об этом, расставляет на пути его следования убийц и лично проверяет их готовность. 
Появляется герцог — смелый, с гордой осанкой. Убийцы хватают его и закалывают. Умирающий, сделав несколько шагов, падает.
Король повелевает обыскать труп. Увидев найденное у Гиза письмо, приходит в ярость.
Убийцы тащат тело герцога вниз по лестнице и, обложив соломой, бросают в камин.

## В ролях
- Альбер Ламбер[фр.] — герцог Гиз
- Шарль Ле Баржи — Генрих III
- Габриэль Робинн[фр.] — маркиза де Нуармутье
- Берта Бови[фр.] — паж
- Альбер Дьёдонне
- Жан Анжело

## Художественные особенности
Ранее свою версию «Убийства герцога Гиза» сняли Жорж Мельес и Шарль Пате. После просмотра этого фильма Пате сообщил Лафиту: «Вы сильнее нас!».
Исключительное право на прокат фильма во Франции имела компания Пате . Постановка имела огромный успех. Главную роль в этом, по мнению Ж. Садуля, сыграло появление на экране театральных актёров и актрис труппы «Комеди Франсез».
Костюмы и декорации точно соответствовали эпохе, а с бесспорным дарованием исполнителей не шла ни в какое сравнение вульгарная игра балаганных актёров. 
По мнению Зигфрида Кракауэра, картина, которую он называет претенциозной и театральной, создавалась с намерением реабилитировать кино в свете традиционного искусства: «Создатели фильма хотели наглядно доказать, что кинематограф вполне способен рассказывать своим собственным языком такие же содержательные истории, какие рассказывает театральная пьеса или роман». Кроме того, как указывает Кракауэр, огромный успех фильма вызвал множество подражаний, создание исторических картин и «высококультурных драм» во Франции и за рубежом: «Этот первый film d’art вдохновил и Д.-У. Гриффита; а Адольф Цукор вскоре начал выпускать свою серию „знаменитые исполнители в знаменитых пьесах“».

### Достоинства фильма
Французский режиссёр Жассе в интересном исследовании о развитии кино подчёркивал, что исполнитель роли Генриха III создал цельный законченный образ и использовал огромное богатство деталей, что было для тех лет настоящей сенсацией.— Ежи Тёплиц

### Недостатки фильма
Мы чувствуем раздражение из-за упорного молчания жестикулирующих теней. Мы хотим крикнуть им: «Скажите же что-нибудь, наконец!»
Кино не является конкурентом театра. Оно возбуждает лишь тоску, ностальгию по театру. Подражание, как это часто случается, заставляет нас вздыхать по оригиналу.— Из рецензии Адольфа Бриссона в газете «Тан»